# Bundesstraße 225
Die Bundesstraße 225 (Abkürzung: B 225) ist eine deutsche Bundesstraße im nördlichen Ruhrgebiet und führt von Bottrop-Kirchhellen über Marl nach Recklinghausen.

## Geschichte
Das gesamte Gebiet zwischen Dorsten und Recklinghausen gehörte bis zur Säkularisation zum Vest Recklinghausen und damit zum Erzbistum Köln. Der unbefestigte Landweg von Dorsten über Recklinghausen, Horneburg und Waltrop war gleichzeitig die kürzeste Verbindung zwischen dem brandenburgischen Herzogtum Kleve, der ebenfalls brandenburgischen Grafschaft Mark und der Hauptstadt Berlin. Nach dem Ende des Dreißigjährigen Krieges richtete Friedrich Wilhelm von Brandenburg eine reitende Post zwischen Wesel und Königsberg ein, die über Dorsten und Recklinghausen führte.
Um 1788 wurde die weiter südlich verlaufende Landstraße zwischen Bochum und Hamm zur befestigten Kunststraße (Chaussee) ausgebaut, so dass die damals noch landwirtschaftlich geprägte Region um Recklinghausen bis zur Mitte des 19. Jahrhunderts ohne befestigte Straßen auskommen musste.
Erst durch den Steinkohlenbergbau entwickelte sich der Landkreis Recklinghausen im 20. Jh. zur dichtbesiedelten Industrielandschaft. Daher bauten die Vestischen Straßenbahnen im Kriegsjahr 1915 eine Straßenbahnlinie entlang der Landstraße von Recklinghausen nach Marl, die 1921 bis Dorsten verlängert wurde. Um 1937 wurde diese gut ausgebaute Landstraße zur Reichsstraße 225 erhoben.
Am 29. Mai 1960 wurde die halbstündlich verkehrende Straßenbahnlinie zwischen Dorsten und Recklinghausen auf Busverkehr umgestellt. Heute verkehrt diese Linie als Schnellbuslinie 25 im Viertelstundentakt zwischen Dorsten, Marl und Recklinghausen.

## Verlauf
Seit dem 1. Januar 2007 beginnt die B 225 an der A 31 an der Anschlussstelle Kirchhellen-Nord. (der Abschnitt bis Dorsten gehörte bis zu diesem Datum zur B 223). In Dorsten führt sie auf einem kurzen Stück ringförmig um die Innenstadt und ist wenig später an die B 224 (Raesfeld – Solingen) angebunden. Sie quert die A 52 an der Autobahnabfahrt Marl-Frentrop, knickt in Marl an der Kreuzung mit der Breitenstraße nahezu rechtwinklig nach Osten ab und führt anschließend mitten durch das historische Zentrum Alt-Marls. Später durchquert sie Steinernkreuz, umfährt das Recklinghäuser Westviertel und bildet im Westen von Recklinghausen an der Akkoallee mit der A 43 den Doppelanschluss Recklinghausen/Herten.
Die B 225 hat eine Länge von ca. 21 km.